# Vallibona
Vallibona (en valencien et en castillan) est une commune d'Espagne de la province de Castellón dans la Communauté valencienne. Elle est située dans la comarque de Ports et dans la zone à prédominance linguistique valencienne. Elle fait partie de la mancomunidad de la Taula del Sénia.

## Géographie

Localisation de Vallibona
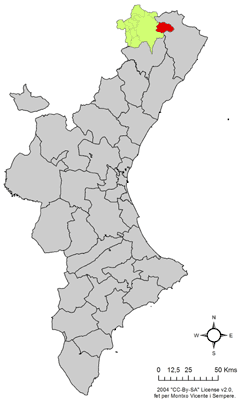
dans la Communauté valencienne.
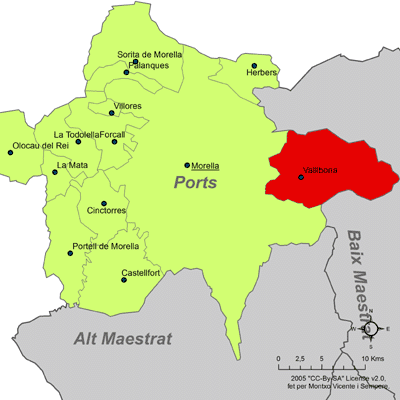
dans la comarque de Ports.

## Personnalités liées à la commune

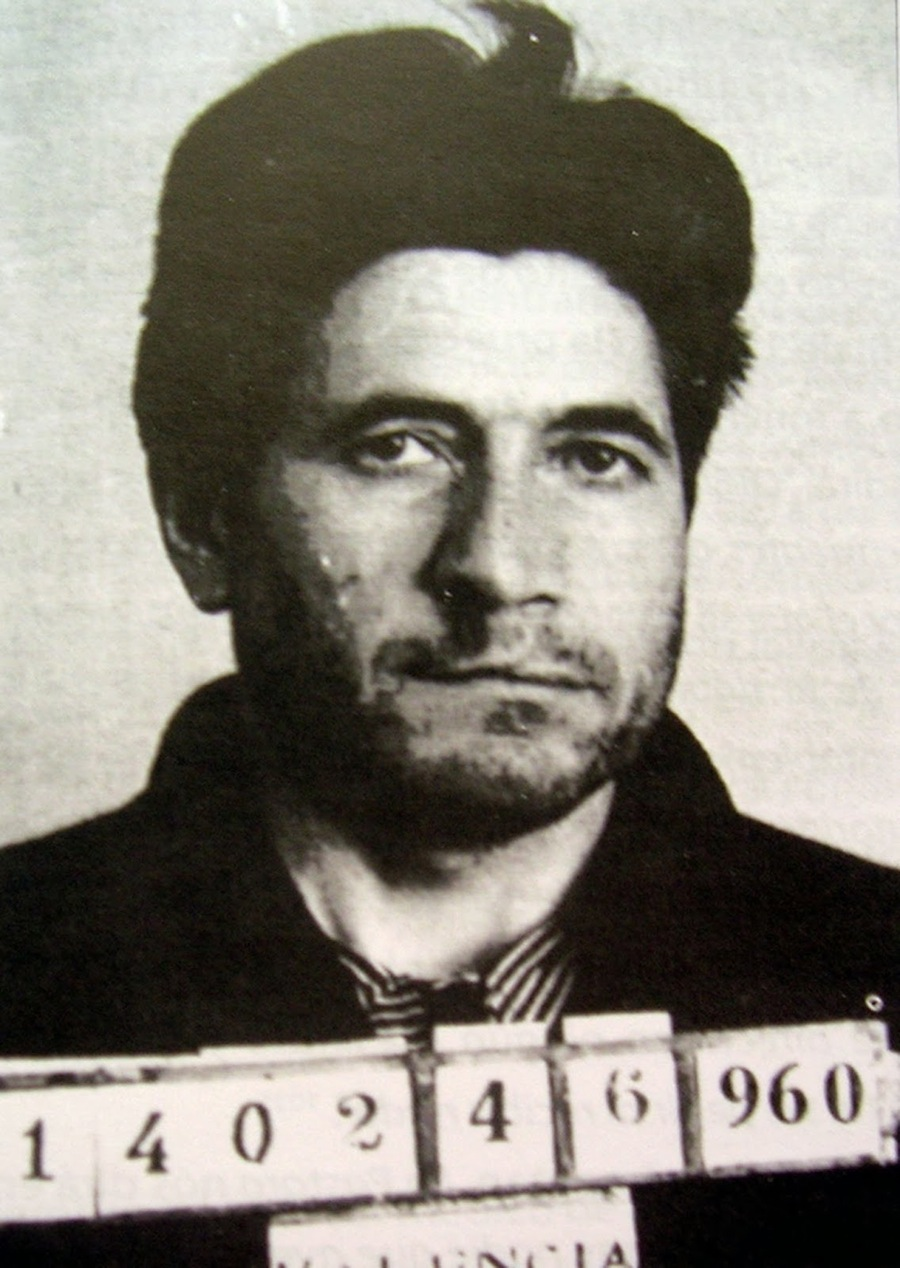
Florencio Pla Meseguer.

- Florencio Pla Meseguer.Florencio Pla Meseguer (1917-2004), résistant républicain espagnol[2].